# 前原町 (小金井市)
前原町（まえはらちょう）は、東京都小金井市の町名。現行行政地名は前原町一丁目から前原町五丁目。住居表示実施済み区域である。郵便番号は184-0013。

## 地理
小金井市の南部に位置する。北は本町、東は中町、南東は府中市多磨町、南は府中市浅間町、南西は府中市新町、西は貫井南町に隣接する。

### 特色
東西に東京都道14号新宿国立線（東八道路）が走っており飲食店が多い。東西に国分寺崖線と野川が通る。

### 河川

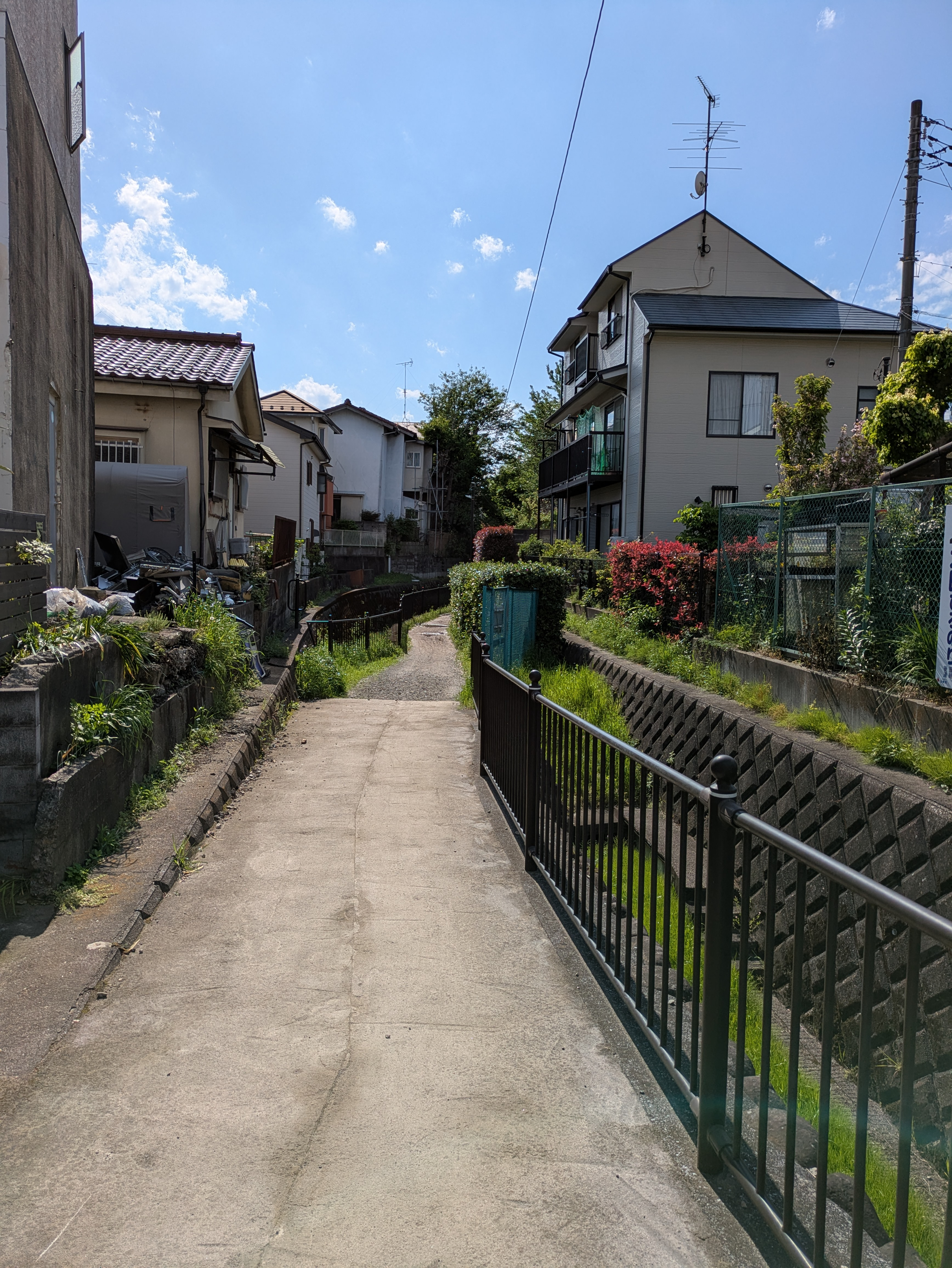
仙川旧流路

- 野川　---　街区西から東へ、野川が流路を形成している。支流が暗渠遊歩道として利用される例が散見される。また3丁目には旧流路が存在し、一部が増水時以外の歩道及び自転車での通行可能となっている。

### 地価
住宅地の地価は2015年（平成27年）1月1日に公表された公示地価によれば前原町4-12-26の地点で29万1000円/m2となっている。

## 歴史
1949年（昭和24年）から1972年（昭和47年）まで、かつての横河電機工場跡に慶應義塾大学工学部が存在した。跡地の一部はグラウンドとして学生や地元住民が利用していたが、1991年（平成3年）までにすべて売却された。

## 世帯数と人口
2018年（平成30年）1月1日現在の世帯数と人口は以下の通りである。
| 丁目         | 世帯数    | 人口     |
| ------------ | --------- | -------- |
| 前原町一丁目 | 728世帯   | 1,714人  |
| 前原町二丁目 | 877世帯   | 1,865人  |
| 前原町三丁目 | 2,367世帯 | 4,422人  |
| 前原町四丁目 | 1,967世帯 | 4,292人  |
| 前原町五丁目 | 1,157世帯 | 2,473人  |
| 計           | 7,096世帯 | 14,766人 |

## 小・中学校の学区
市立小・中学校に通う場合、学区は以下の通りとなる。
| 丁目         | 番地         | 小学校     | 中学校           |
| ------------ | ------------ | ---------- | ---------------- |
| 前原町一丁目 | 全域         | 南小学校   | 小金井第二中学校 |
| 前原町二丁目 | 全域         | 南小学校   | 小金井第二中学校 |
| 前原町三丁目 | 1番 11〜41番 | 前原小学校 | 小金井第二中学校 |
| 前原町三丁目 | その他       | 前原小学校 | 南中学校         |
| 前原町四丁目 | 1～12番      | 南小学校   | 南中学校         |
| 前原町四丁目 | その他       | 南小学校   | 小金井第二中学校 |
| 前原町五丁目 | 全域         | 前原小学校 | 南中学校         |

## 交通

### 鉄道
| 隣接する街区の駅               |
| ------------------------------ |
| JR中央線 - 武蔵小金井駅(JC 15) |

### 道路
- 東京都道14号新宿国立線（東八道路）
- 東京都道15号府中清瀬線（小金井街道）
- 東京都道134号恋ヶ窪新田三鷹線（連雀通り）
- 東京都道248号府中小平線（新小金井街道）

### バス
- 京王バス
- 小田急バス
- CoCoバス（コミュニティバス）
  - いずれも武蔵小金井駅を拠点に運行。

## 施設
- 府中運転免許試験場
- 多磨霊園
- 武蔵野公園
- 小金井市立南小学校
- 小金井市立前原小学校
- 小金井市立南中学校（住所は貫井南町）
- 東京工学院専門学校（旧慶大工学部管理工学科跡地）[8]